# هاها (فنان ترفيهي)
هاها (هانغل: 하하) اسمه الحقيقي ها دونغ هون (هانغل: 하동훈) مواليد 20 أغسطس 1979 في ألمانيا الغربية، هو مغني كوري جنوبي بدأ مسيرته الفنية عام 2001. وهو أيضا راقص وممثل ومغني راب ومقدم. أيضا هو عضو برنامج رنينق مان مع يو جاي سوك، وجي سوك جن، وإي كوانغ سو.

## السيرة الذاتية
هو زوج المغنية الكورية بيول. وله ابن ولد في نهاية سنة 2013 وسماه «دريم».

## روابط خارجية
- هاها على موقع IMDb (الإنجليزية)
- هاها على موقع ميوزك برينز (الإنجليزية)
- هاها على موقع قاعدة بيانات الفيلم (الإنجليزية)